# 岡方村
岡方村（おかがたむら）は、かつて新潟県北蒲原郡にあった村。1955年3月31日の合併によって消滅し、現在は新潟市北区の一部となっている。
以下の記述は合併直前当時の旧岡方村に関しての記述であり、現在では名称等が異なる場合がある。なお、ここに記述されていない内容に関しては新潟市などの記事を参照。

## 沿革
- 1901年（明治34年）11月1日 - 北蒲原郡大久保村、三森村、越岡村が合併し、岡方村が発足。村役場は旧越岡村役場に設置[1]。
- 1955年（昭和30年）3月31日 - 北蒲原郡葛塚町、木崎村と合併し、豊栄町となり消滅。この時、隣接する長浦村が合併に参加できなかったため、隣接していない葛塚町、木崎村に対して飛び地合併であった。後年、長浦村を編入したことで解消した。

## 行政

### 歴代村長
- 官選制村長時代
  - 大野捨太（1902年ごろ - 1906年ごろ）[2][3][4][5]
  - 小林忠三（1906年ごろ - 1907年ごろ）[6]
  - 近田與惣治（1907年ごろ - 1918年ごろ）[7][8][9][10][11][12][13][14][15][16][17][18]
  - 大野捨太（1918年ころ - 1922年ごろ）[19][20][21][22]
  - 高橋欽一郎（1922年ころ）[23]
  - 原籐衛（1924年ころ - 1928年ごろ）[24][25][26][27]
  - 小林豊作（1928年ごろ - 1936年ごろ）[28][29][30][31][32][33][34][35][36][37][38]
  - 品田幸政（1936年ごろ - 1937年ごろ）[39][40]
  - 横山新一郎（1937年ごろ - 1942年ごろ）[41][42][43][44][45]
  - 小林豊作（1942年ごろ - 1944年ごろ）[46][47][48][49]
- 民選制村長時代
  - 横山徳四郎[50][51]（1947年4月 - 1951年5月5日）
  - 大野定昌[52]（1951年5月6日  - 1955年3月30日）

## 学校

### 小学校
- 岡方村立岡方第一小学校
- 岡方村立岡方第二小学校

### 中学校
- 岡方村立岡方中学校

## 交通

### 道路

#### 県道
- 葛塚新潟線（現新潟県道15号新潟長浦水原線の一部）